# Britney
Britney är ett kvinnonamn.

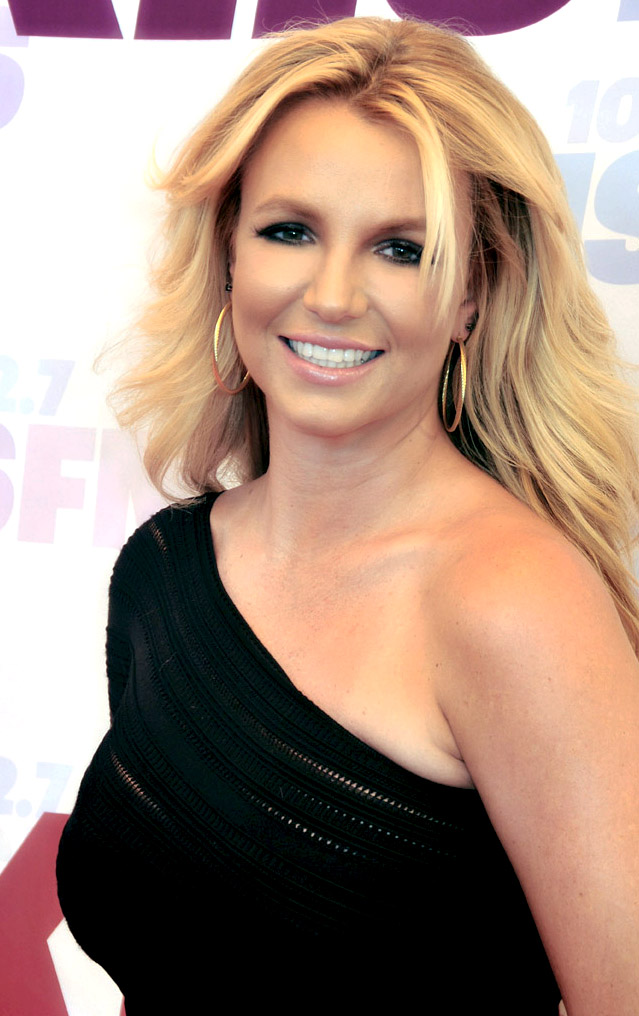
Britney Spears, 2013.

Den 31 december 2014 fanns det totalt 22 kvinnor folkbokförda i Sverige med namnet Britney, varav 9 bar det som tilltalsnamn.

## Personer med namnet Britney
- Britney Spears, amerikansk popsångerska